# 伏爾塔瓦河畔赫盧博卡

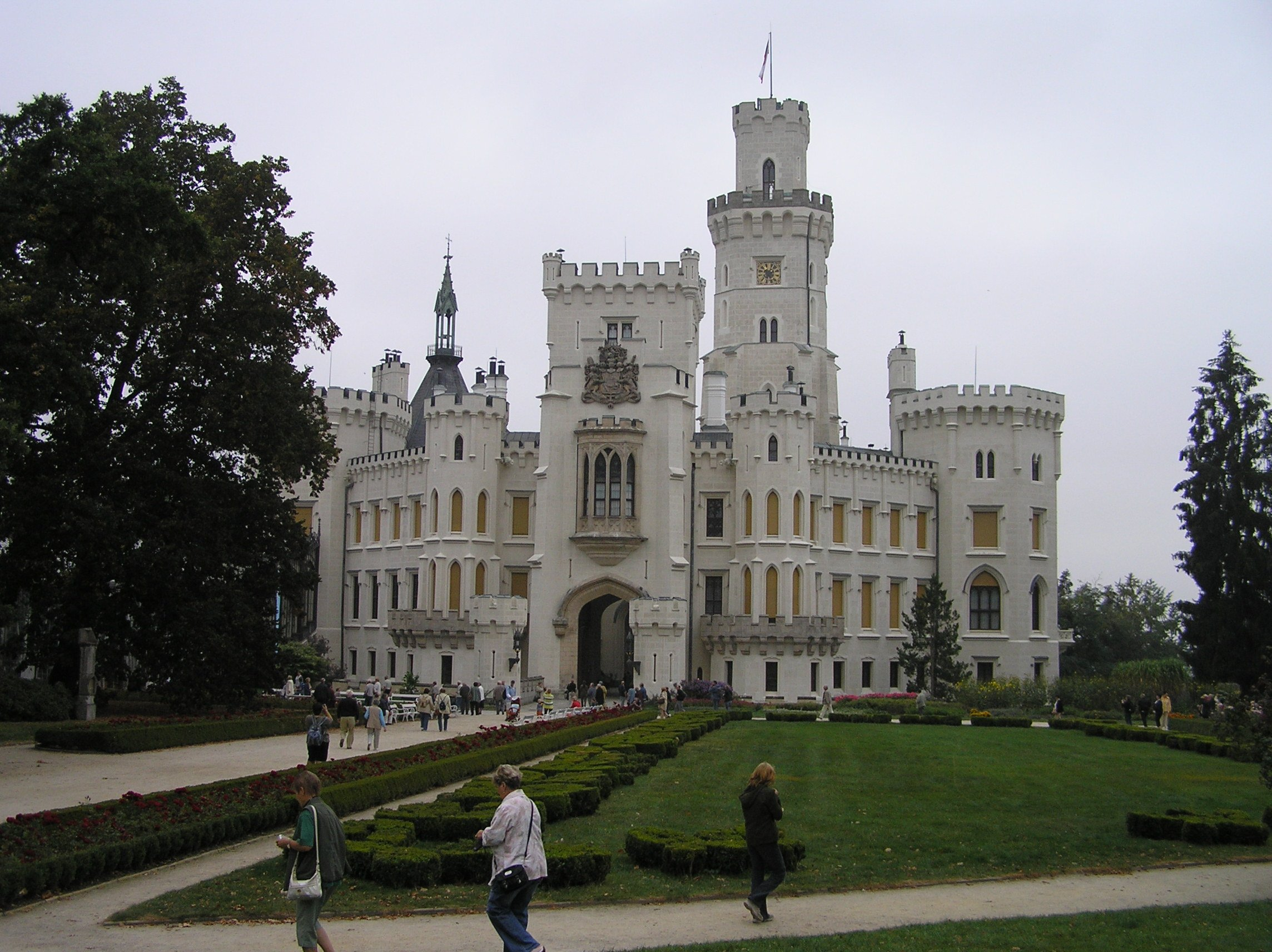

伏爾塔瓦河畔赫盧博卡（捷克語：Hluboká nad Vltavou，捷克語發音：[ˈɦlubokaː ˈnad vl̩tavou]）是捷克的城鎮，位於該國西南部伏爾塔瓦河畔，距離捷克布傑約維采9公里，由南摩拉維亞州負責管轄，面積91.12平方公里，海拔高度394米，2011年人口共有4,992。

## 外部連結
- （捷克文） Municipal website （页面存档备份，存于）
- Turistik.cz site
- Collection of photos from Hluboka nad Vltavou